# Estelionato eleitoral
Estelionato Eleitoral, também conhecido como giro político (policy switch), é um conceito da Ciência Política utilizado para descrever os casos de candidatos eleitos com uma plataforma ideológica que, após a eleição, adotam um programa de signo ideológico contrário. Os principais teóricos do conceito são a politóloga estadunidense Susan Stokes e a brasileira Daniela Campello.
O fenômeno foi primeiramente estudado pela cientista política estadunidense Susan Stokes em seu livro Mandates and Democracy: Neoliberalism by Surprise in Latin America, de 2001, em que analisava o fenômeno de políticos latino-americanos eleitos com uma plataforma de esquerda, mas que após a eleição aplicavam programas de ajuste neoliberal.
A teoria de Stokes, contudo, não explicava o fato de o fenômeno ter acontecido apenas em uma direção, da esquerda para a direita, parecendo ter por pressuposto que as políticas neoliberais seriam as tecnicamente corretas, com os candidatos escondendo suas reais intenções dada a impopularidade eleitoral das mesmas. A teoria de Stokes foi criticada e ampliada por Daniela Campello, quem propôs uma melhor explicação do mecanismo causal por trás do fenômeno. Segundo Campello, o fator preponderante para a ocorrência de um giro político seria a existência de uma crise fiscal com escassez de divisas, o que levaria os governantes a ter de recorrer a fontes internacionais de financiamento para fechar as contas. O que explicaria a unidirecionalidade do fenômeno seria o fato de que as principais fontes de recursos, como Banco Mundial, FMI ou o governo dos EUA terem orientação política de direita, exigindo como contrapartida aos empréstimos uma adoção de políticas nesse sentido. Governos eleitos com uma plataforma de direita em crise fiscal já teriam a predisposição a aplicar essas políticas de qualquer maneira, e a inexistência de fontes internacionais oferecendo recursos em troca de um giro à esquerda explicaria a inexistência desse giro da direita para a esquerda.
Contudo, o governo do presidente hondurenho Manuel Zelaya (2006-2009) registrou pela primeira vez a ocorrência do fenômeno. Eleito pelo Partido Liberal, de centro-direita, com uma plataforma política conservadora, Zelaya começou a aplicar políticas de orientação de esquerda e se uniu ao bloco Aliança Bolivariana dos Povos de Nossa América (ALBA) criado pelo governo do venezuelano Hugo Chávez. Entretanto, segundo Clayton Mendonça Cunha Filho|Clayton M. Cunha Filho, André Luiz Coelho e Fidel Irving Pérez Flores o fenômeno confirma a teoria proposta por Campello, na medida em que Zelaya assume num contexto de forte crise fiscal e sua virada à esquerda teria sido motivada justamente pela existência nesse momento do governo venezuelano como um ator internacional disposto a conceder recursos em troca de uma orientação política à esquerda.
No Brasil, tramita na Câmara dos Deputados o Projeto de Lei 3453/2004 que busca tipificar o estelionato eleitoral como crime.